# Ла Фабрерија (Болоња)
Ла Фабрерија (итал. La Fabbreria) је насеље у Италији у округу Болоња, региону Емилија-Ромања.
Према процени из 2011. у насељу је живело 27 становника. Насеље се налази на надморској висини од 53 м.